# 邑智郡
- 令制国一覧 > 山陰道 > 石見国 > 邑智郡
- 日本 > 中国地方 > 島根県 > 邑智郡

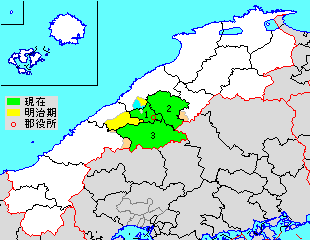
島根県邑智郡の位置（1.川本町 2.美郷町 3.邑南町 薄黄：後に他郡に編入された区域 薄緑・水色：後に他郡から編入した区域）

邑智郡（おおちぐん）は、島根県（石見国）の郡。
人口15,994人、面積808.64km²、人口密度19.8人/km²。（2025年3月1日、推計人口）
以下の3町を含む。
- 川本町（かわもとまち）
- 美郷町（みさとちょう）
- 邑南町（おおなんちょう）

## 郡域
1879年（明治12年）に行政区画として発足した当時の郡域は、下記の区域にあたる。該当地域の面積は988.81k㎡。
- 美郷町・邑南町の全域
- 川本町の大部分（北佐木[1]を除く）
- 浜田市の一部（旭町山ノ内・旭町市木）
- 大田市の一部（祖式町）
- 江津市の一部（桜江町各町・清見町・井沢町）
- 飯石郡飯南町の一部（塩谷・井戸谷・畑田）

美郷町南部の旧大和村地区と邑南町東部の旧羽須美村地区は広島県三次市の生活圏に入っている。

## 歴史

### 古代
郡名は、かつてこの地に拠点を持った豪族『大市氏（おおうちし）』に因むとも、小盆地、あるいは「大きな川内」を意味する『大内（おおうち）』が訛ったものとも、｢落ち窪んだ地｣という意味の『落ち地』が訛ったものとも言われ、諸説が存在する。

#### 式内社
『延喜式』神名帳に記される郡内の式内社。
| 神名帳             | 神名帳                              | 神名帳 | 神名帳               | 比定社                   | 比定社                 | 比定社 | 集成 |
| 社名               | 読み                                | 格     | 付記                 | 社名                     | 所在地                 | 備考   | 集成 |
| ------------------ | ----------------------------------- | ------ | -------------------- | ------------------------ | ---------------------- | ------ | ---- |
| 邑智郡 3座（並小） |                                     |        |                      |                          |                        |        |      |
| 天津神社           | アマツノ                            | 小     |                      | 天津神社                 | 島根県邑智郡美郷町吾郷 |        |      |
| 田立建埋根命神社   | タタタケホリネノ- タタチタケマリネ- | 小     |                      | 田立建埋根命神社         | 島根県邑智郡美郷町宮内 |        |      |
| 大原神社           | オホハラノ                          | 小     |                      | （論）大原神社           | 島根県邑智郡邑南町日貫 |        |      |
| 大原神社           | オホハラノ                          | 小     | （論）大原神社       | 島根県邑智郡邑南町上田所 | 亀谷山八幡神社境外末社 |        |      |
| 大原神社           | オホハラノ                          | 小     | （論）合祀：加茂神社 | 島根県邑智郡邑南町阿須那 |                        |        |      |
| 大原神社           | オホハラノ                          | 小     | （論）大原神社       | 島根県邑智郡邑南町中野   | 合祀先不明             |        |      |
| 凡例を表示         |                                     |        |                      |                          |                        |        |      |

### 近世以降の沿革
- 「旧高旧領取調帳データベース」に記載されている明治初年時点での支配は以下の通り[2]。幕府領は大森代官所が管轄。（115村）

| 知行   | 知行         | 村数 | 村名 |
| ------ | ------------ | ---- | --- |
| 幕府領 | 幕府領       | 56村 | 九日市村、別府村、湯抱村、粕淵村、久保村、浜原村、川戸村（現・美郷町）、石原村、千原村、熊見村、片山村、酒谷村、塩谷村、井戸谷村、畑田村、長藤村、潮村、都賀行村、都賀本郷、上野村、久喜村、大林村、地頭所村、櫨谷村、内田村、京覧原村、久喜原村、川内村、惣森村、志君村、小松地村、小林村、奥山村、吾郷村、高畑村、乙原村、川本村、小谷村、川下村、三俣村、湯谷村、馬野原村、祖式村、南佐木村、三原村、田窪村、大貫村、谷住郷村、八色石村、宮内村、原村、村之郷村、布施村、比敷村、上原村、伏谷村 |
| 藩領   | 石見津和野藩 | 2村  | 長谷村、日貫村 |
| 藩領   | 石見浜田藩   | 46村 | 市山村、江尾村、今田村、小田村、川戸村（現・江津市）、後山村、井沢村、清見村、渡村、田津村、因原村、鹿賀村、簗瀬村、高山村、亀村、野井村、明塚村、滝原村、信喜村、高見村、宇津井村、日和村、木須田村、都賀西村、上口羽村、下口羽村、上田村、戸河内村、阿須那村、今井村、井原村、出羽村、淀原村、山田村、岩屋村、鱒淵村、三日市、和田村、雪田村、中野村、矢上村、上田所村、下田所村、上亀谷村、下亀谷村、市木村                                                                                     |

- 慶応2年2月15日（1866年3月31日） - 長州戦争により浜田藩が移転して美作鶴田藩となり、領地が山口藩預地となる。
- 明治2年8月2日（1869年9月7日） - 幕府領・山口藩預地が大森県の管轄となる。
- 明治3年1月9日（1870年2月9日） - 大森県の管轄地域が浜田県の管轄となる。
- 明治4年6月25日（1871年8月11日） - 津和野藩が廃藩。全域が浜田県の管轄となる。
- 明治9年（1876年）4月18日 - 第2次府県統合により島根県の管轄となる。
- 明治12年（1879年）1月12日 - 郡区町村編制法の島根県での施行により行政区画としての邑智郡が発足。郡役所が川本村に設置。
- 明治14年（1881年） - 川戸村（現・美郷町）が改称して上川戸村となる。

### 町村制以降の沿革

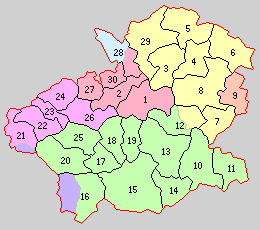
1.川本村 2.川下村 3.吾郷村 4.浜原村 5.粕淵村 6.沢谷村 7.都賀村 8.都賀行村 9.谷村 10.阿須那村 11.口羽村 12.布施村 13.高原村 14.出羽村 15.田所村 16.市木村 17.矢上村 18.中野村 19.井原村 20.日貫村 21.長谷村 22.市山村 23.川戸村 24.谷住郷村 25.日和村 26.川越村 27.三原村 28.祖式村 29.君谷村 30.三谷村（紫：浜田市 水色：大田市 桃：江津市 赤：川本町 黄：美郷町 緑：邑南町 橙：飯石郡飯南町）

- 明治22年（1889年）4月1日 - 町村制の施行により、下記の各村が発足。（30村）
  - 川本村 ← 川本村、因原村（現・川本町）
  - 川下村（単独村制。現・川本町、江津市）
  - 吾郷村 ← 吾郷村［字湊を除く］、簗瀬村、明塚村、乙原村、奥山村（現・美郷町）
  - 浜原村 ← 亀村、滝原村、信喜村、高山村、上川戸村、浜原村（現・美郷町）
  - 粕淵村 ← 粕淵村、久保村、湯抱村、高畑村、野井村（現・美郷町）
  - 沢谷村 ← 石原村、熊見村、千原村、片山村、九日市村、酒谷村（現・美郷町）
  - 都賀村 ← 都賀本郷、上野村、都賀西村（現・美郷町）
  - 都賀行村 ← 潮村、長藤村、都賀行村（現・美郷町）
  - 谷村 ← 塩谷村、井戸谷村、畑田村（現・飯石郡飯南町）
  - 阿須那村 ← 阿須那村、木須田村、宇都井村、今井村、雪田村、戸河内村（現・邑南町）
  - 口羽村 ← 上口羽村、下口羽村、上田村（現・邑南町）
  - 布施村 ← 布施村、八色石村（現・邑南町）、村之郷村、宮内村、比敷村（現・美郷町）
  - 高原村 ← 高見村、原村、上原村、和田村、伏谷村（現・邑南町）
  - 出羽村 ← 出羽村、三日市、山田村、淀原村、岩屋村、久喜村、大林村（現・邑南町）
  - 田所村 ← 下田所村、上田所村、上亀谷村、下亀谷村、鱒淵村（現・邑南町）
  - 市木村（単独村制。現・浜田市、邑南町）
  - 矢上村、中野村、井原村、日貫村（それぞれ単独村制。現・邑南町）
  - 長谷村 ← 八戸村（現・浜田市、江津市）、長谷村、清見村（現・江津市）
  - 市山村 ← 市山村、今田村、江尾村、井沢村、後山村［後山上・後山下］（現・江津市）
  - 川戸村 ← 川戸村、小田村、後山村［後山中･ 志谷］（現・江津市）
  - 谷住郷村（単独村制。現・江津市）
  - 日和村（単独村制。現・邑南町）
  - 川越村 ← 田津村、渡村、大貫村、鹿賀村（現・江津市）
  - 三原村 ← 南佐木村、三原村、田窪村（現・川本町）
  - 祖式村 ← 祖式村（現・大田市）、川内村、小谷村［字本郷を除く］、馬野原村（現・川本町）
  - 君谷村 ← 京覧原村、内田村、地頭所村、久喜原村、惣森村、小林村、小松地村、志君村、別府村、櫨谷村、吾郷村［字湊］、小谷村［字本郷］（現・美郷町）
  - 三谷村 ← 湯谷村、三俣村（現・川本町）
- 明治29年（1896年）8月1日 - 郡制を施行。
- 明治34年（1901年） - 市山村の一部（井沢）が長谷村に編入。
- 大正12年（1923年）4月1日 - 郡会が廃止。郡役所は存続。
- 大正15年（1926年）7月1日 - 郡役所が廃止。以降は地域区分名称となる。
- 昭和2年（1927年）4月1日 - 川本村が町制施行して川本町となる。（1町29村）
- 昭和22年（1947年）
  - 8月1日 - 三原村が邇摩郡八代村の一部（北佐木）を編入。
  - 12月28日 （3町27村）
    - 粕淵村が町制施行して粕淵町となる。
    - 矢上村が町制施行して矢上町となる。
- 昭和25年（1950年）4月1日 - 川下村の一部（字坂本）が川越村に編入。
- 昭和28年（1953年）4月1日 - 谷村が飯石郡赤名町と合併し、改めて飯石郡赤名町が発足、郡より離脱。（3町26村）
- 昭和29年（1954年）
  - 4月1日 - 長谷村・市山村・川戸村・谷住郷村・川越村が合併して桜江村が発足。（3町22村）
  - 10月1日 - 桜江村の一部（清見および井沢の一部）が江津市に編入。桜江村の一部（八戸の一部）が那賀郡今市村・木田村・和田村・都川村と合併して那賀郡旭村が発足。
- 昭和30年（1955年）
  - 2月1日 - 吾郷村・粕淵町・浜原村・沢谷村・君谷村が合併して邑智町が発足。（3町18村）
  - 4月1日 - 川本町・川下村・三原村・三谷村が邇摩郡大代村と合併し、改めて川本町が発足。（3町15村）
  - 4月15日 （3町9村）
    - 井原村・中野村・矢上町・日貫村・日和村が合併して石見町が発足。
    - 高原村・出羽村・田所村が合併し、改めて出羽村が発足。
- 昭和31年（1956年）
  - 1月1日 - 桜江村が町制施行して桜江町となる。（4町8村）
  - 9月30日 - 祖式村が分割し、一部（祖式）が大田市に、残部（川内・小谷・馬野原）が川本町にそれぞれ編入。（4町7村）
- 昭和32年（1957年）
  - 2月11日 - 口羽村・阿須那村が合併して羽須美村が発足。（4町6村）
  - 3月10日（4町4村）
    - 都賀村・都賀行村および布施村の一部（村之郷・宮内・比敷）が合併して大和村が発足。
    - 布施村の一部（八色石・布施）が出羽村に編入。

  - 8月1日 - 出羽村が町制施行・改称して瑞穂町となる。（5町3村）
  - 12月31日 - 川本町の一部（新屋・大屋本郷[7]）を大田市に編入。
- 昭和33年（1958年）
  - 4月1日 - 瑞穂町の一部（上田所字高水）が石見町に編入。
  - 10月20日 - 市木村が分割し、一部[8]が瑞穂町、残部が那賀郡旭村にそれぞれ編入。（5町2村）
- 平成16年（2004年）10月1日 （3町）
  - 桜江町が江津市に編入。
  - 邑智町・大和村が合併して美郷町が発足。
  - 羽須美村・瑞穂町・石見町が合併して邑南町が発足。

### 変遷表
| 明治22年以前    | 明治22年以前           | 明治22年 4月1日 町村制施行 | 明治22年 - 昭和19年       | 昭和20年 - 昭和20年           | 昭和20年 - 昭和20年           | 昭和20年 - 昭和20年           | 昭和30年 - 昭和64年          | 昭和30年 - 昭和64年               | 昭和30年 - 昭和64年             | 平成元年 - 現在              | 現在          |
| --------------- | ---------------------- | -------------------------- | ------------------------- | ----------------------------- | ----------------------------- | ----------------------------- | ---------------------------- | --------------------------------- | ------------------------------- | ---------------------------- | ------------- |
| 塩谷村          | 塩谷村                 | 谷村                       | 谷村                      | 谷村                          | 昭和28年1月1日 飯石郡赤名町   | 昭和28年1月1日 飯石郡赤名町   | 昭和32年1月1日 飯石郡赤来町  | 昭和32年1月1日 飯石郡赤来町       | 昭和32年1月1日 飯石郡赤来町     | 平成17年1月1日 飯石郡飯南町  | 飯石郡 飯南町 |
| 井戸谷村        |                        | 谷村                       | 谷村                      | 谷村                          | 昭和28年1月1日 飯石郡赤名町   | 昭和28年1月1日 飯石郡赤名町   | 昭和32年1月1日 飯石郡赤来町  | 昭和32年1月1日 飯石郡赤来町       | 昭和32年1月1日 飯石郡赤来町     | 平成17年1月1日 飯石郡飯南町  | 飯石郡 飯南町 |
| 畑田村          |                        | 谷村                       | 谷村                      | 谷村                          | 昭和28年1月1日 飯石郡赤名町   | 昭和28年1月1日 飯石郡赤名町   | 昭和32年1月1日 飯石郡赤来町  | 昭和32年1月1日 飯石郡赤来町       | 昭和32年1月1日 飯石郡赤来町     | 平成17年1月1日 飯石郡飯南町  | 飯石郡 飯南町 |
| 祖式村          | 祖式村                 | 祖式村                     | 祖式村                    | 祖式村                        | 祖式村                        | 祖式村                        | 昭和31年9月30日 大田市に編入 | 昭和31年9月30日 大田市に編入      | 昭和31年9月30日 大田市に編入    | 平成17年10月1日 大田市       | 大田市        |
| 川内村          | 川内村                 | 祖式村                     | 祖式村                    | 祖式村                        | 祖式村                        | 祖式村                        | 昭和31年9月30日 川本町に編入 | 昭和31年9月30日 川本町に編入      | 昭和31年9月30日 川本町に編入    | 川本町                       | 川本町        |
| 馬野原村        |                        | 祖式村                     | 祖式村                    | 祖式村                        | 祖式村                        | 祖式村                        | 昭和31年9月30日 川本町に編入 | 昭和31年9月30日 川本町に編入      | 昭和31年9月30日 川本町に編入    | 川本町                       | 川本町        |
| 小谷村          | （字本郷を除く）       | 祖式村                     | 祖式村                    | 祖式村                        | 祖式村                        | 祖式村                        | 昭和31年9月30日 川本町に編入 | 昭和31年9月30日 川本町に編入      | 昭和31年9月30日 川本町に編入    | 川本町                       | 川本町        |
| 小谷村          | （字本郷）             | 君谷村                     | 君谷村                    | 君谷村                        | 君谷村                        | 君谷村                        | 昭和30年2月1日 邑智町        | 昭和30年2月1日 邑智町             | 昭和30年2月1日 邑智町           | 平成16年10月1日 美郷町       | 美郷町        |
| 京覧原村        |                        | 君谷村                     | 君谷村                    | 君谷村                        | 君谷村                        | 君谷村                        | 昭和30年2月1日 邑智町        | 昭和30年2月1日 邑智町             | 昭和30年2月1日 邑智町           | 平成16年10月1日 美郷町       | 美郷町        |
| 内田村          |                        | 君谷村                     | 君谷村                    | 君谷村                        | 君谷村                        | 君谷村                        | 昭和30年2月1日 邑智町        | 昭和30年2月1日 邑智町             | 昭和30年2月1日 邑智町           | 平成16年10月1日 美郷町       | 美郷町        |
| 地頭所村        |                        | 君谷村                     | 君谷村                    | 君谷村                        | 君谷村                        | 君谷村                        | 昭和30年2月1日 邑智町        | 昭和30年2月1日 邑智町             | 昭和30年2月1日 邑智町           | 平成16年10月1日 美郷町       | 美郷町        |
| 久喜原村        |                        | 君谷村                     | 君谷村                    | 君谷村                        | 君谷村                        | 君谷村                        | 昭和30年2月1日 邑智町        | 昭和30年2月1日 邑智町             | 昭和30年2月1日 邑智町           | 平成16年10月1日 美郷町       | 美郷町        |
| 惣森村          |                        | 君谷村                     | 君谷村                    | 君谷村                        | 君谷村                        | 君谷村                        | 昭和30年2月1日 邑智町        | 昭和30年2月1日 邑智町             | 昭和30年2月1日 邑智町           | 平成16年10月1日 美郷町       | 美郷町        |
| 小林村          |                        | 君谷村                     | 君谷村                    | 君谷村                        | 君谷村                        | 君谷村                        | 昭和30年2月1日 邑智町        | 昭和30年2月1日 邑智町             | 昭和30年2月1日 邑智町           | 平成16年10月1日 美郷町       | 美郷町        |
| 小松地村        |                        | 君谷村                     | 君谷村                    | 君谷村                        | 君谷村                        | 君谷村                        | 昭和30年2月1日 邑智町        | 昭和30年2月1日 邑智町             | 昭和30年2月1日 邑智町           | 平成16年10月1日 美郷町       | 美郷町        |
| 志君村          |                        | 君谷村                     | 君谷村                    | 君谷村                        | 君谷村                        | 君谷村                        | 昭和30年2月1日 邑智町        | 昭和30年2月1日 邑智町             | 昭和30年2月1日 邑智町           | 平成16年10月1日 美郷町       | 美郷町        |
| 別府村          |                        | 君谷村                     | 君谷村                    | 君谷村                        | 君谷村                        | 君谷村                        | 昭和30年2月1日 邑智町        | 昭和30年2月1日 邑智町             | 昭和30年2月1日 邑智町           | 平成16年10月1日 美郷町       | 美郷町        |
| 櫨谷村          |                        | 君谷村                     | 君谷村                    | 君谷村                        | 君谷村                        | 君谷村                        | 昭和30年2月1日 邑智町        | 昭和30年2月1日 邑智町             | 昭和30年2月1日 邑智町           | 平成16年10月1日 美郷町       | 美郷町        |
| 吾郷村          | （字湊）               | 君谷村                     | 君谷村                    | 君谷村                        | 君谷村                        | 君谷村                        | 昭和30年2月1日 邑智町        | 昭和30年2月1日 邑智町             | 昭和30年2月1日 邑智町           | 平成16年10月1日 美郷町       | 美郷町        |
| 吾郷村          | （字湊を除く）         | 吾郷村                     | 吾郷村                    | 吾郷村                        | 吾郷村                        | 吾郷村                        | 昭和30年2月1日 邑智町        | 昭和30年2月1日 邑智町             | 昭和30年2月1日 邑智町           | 平成16年10月1日 美郷町       | 美郷町        |
| 簗瀬村          |                        | 吾郷村                     | 吾郷村                    | 吾郷村                        | 吾郷村                        | 吾郷村                        | 昭和30年2月1日 邑智町        | 昭和30年2月1日 邑智町             | 昭和30年2月1日 邑智町           | 平成16年10月1日 美郷町       | 美郷町        |
| 明塚村          |                        | 吾郷村                     | 吾郷村                    | 吾郷村                        | 吾郷村                        | 吾郷村                        | 昭和30年2月1日 邑智町        | 昭和30年2月1日 邑智町             | 昭和30年2月1日 邑智町           | 平成16年10月1日 美郷町       | 美郷町        |
| 乙原村          |                        | 吾郷村                     | 吾郷村                    | 吾郷村                        | 吾郷村                        | 吾郷村                        | 昭和30年2月1日 邑智町        | 昭和30年2月1日 邑智町             | 昭和30年2月1日 邑智町           | 平成16年10月1日 美郷町       | 美郷町        |
| 奥山村          |                        | 吾郷村                     | 吾郷村                    | 吾郷村                        | 吾郷村                        | 吾郷村                        | 昭和30年2月1日 邑智町        | 昭和30年2月1日 邑智町             | 昭和30年2月1日 邑智町           | 平成16年10月1日 美郷町       | 美郷町        |
| 亀村            | 亀村                   | 浜原村                     | 浜原村                    | 浜原村                        | 浜原村                        | 浜原村                        | 昭和30年2月1日 邑智町        | 昭和30年2月1日 邑智町             | 昭和30年2月1日 邑智町           | 平成16年10月1日 美郷町       | 美郷町        |
| 滝原村          |                        | 浜原村                     | 浜原村                    | 浜原村                        | 浜原村                        | 浜原村                        | 昭和30年2月1日 邑智町        | 昭和30年2月1日 邑智町             | 昭和30年2月1日 邑智町           | 平成16年10月1日 美郷町       | 美郷町        |
| 信喜村          |                        | 浜原村                     | 浜原村                    | 浜原村                        | 浜原村                        | 浜原村                        | 昭和30年2月1日 邑智町        | 昭和30年2月1日 邑智町             | 昭和30年2月1日 邑智町           | 平成16年10月1日 美郷町       | 美郷町        |
| 高山村          |                        | 浜原村                     | 浜原村                    | 浜原村                        | 浜原村                        | 浜原村                        | 昭和30年2月1日 邑智町        | 昭和30年2月1日 邑智町             | 昭和30年2月1日 邑智町           | 平成16年10月1日 美郷町       | 美郷町        |
| 川戸村          | 明治14年 改称 上川戸村 | 浜原村                     | 浜原村                    | 浜原村                        | 浜原村                        | 浜原村                        | 昭和30年2月1日 邑智町        | 昭和30年2月1日 邑智町             | 昭和30年2月1日 邑智町           | 平成16年10月1日 美郷町       | 美郷町        |
| 浜原村          |                        | 浜原村                     | 浜原村                    | 浜原村                        | 浜原村                        | 浜原村                        | 昭和30年2月1日 邑智町        | 昭和30年2月1日 邑智町             | 昭和30年2月1日 邑智町           | 平成16年10月1日 美郷町       | 美郷町        |
| 粕淵村          | 粕淵村                 | 粕淵村                     | 粕淵村                    | 昭和22年12月28日 町制 粕淵町  | 昭和22年12月28日 町制 粕淵町  | 昭和22年12月28日 町制 粕淵町  | 昭和30年2月1日 邑智町        | 昭和30年2月1日 邑智町             | 昭和30年2月1日 邑智町           | 平成16年10月1日 美郷町       | 美郷町        |
| 久保村          |                        | 粕淵村                     | 粕淵村                    | 昭和22年12月28日 町制 粕淵町  | 昭和22年12月28日 町制 粕淵町  | 昭和22年12月28日 町制 粕淵町  | 昭和30年2月1日 邑智町        | 昭和30年2月1日 邑智町             | 昭和30年2月1日 邑智町           | 平成16年10月1日 美郷町       | 美郷町        |
| 湯抱村          |                        | 粕淵村                     | 粕淵村                    | 昭和22年12月28日 町制 粕淵町  | 昭和22年12月28日 町制 粕淵町  | 昭和22年12月28日 町制 粕淵町  | 昭和30年2月1日 邑智町        | 昭和30年2月1日 邑智町             | 昭和30年2月1日 邑智町           | 平成16年10月1日 美郷町       | 美郷町        |
| 高畑村          |                        | 粕淵村                     | 粕淵村                    | 昭和22年12月28日 町制 粕淵町  | 昭和22年12月28日 町制 粕淵町  | 昭和22年12月28日 町制 粕淵町  | 昭和30年2月1日 邑智町        | 昭和30年2月1日 邑智町             | 昭和30年2月1日 邑智町           | 平成16年10月1日 美郷町       | 美郷町        |
| 野井村          |                        | 粕淵村                     | 粕淵村                    | 昭和22年12月28日 町制 粕淵町  | 昭和22年12月28日 町制 粕淵町  | 昭和22年12月28日 町制 粕淵町  | 昭和30年2月1日 邑智町        | 昭和30年2月1日 邑智町             | 昭和30年2月1日 邑智町           | 平成16年10月1日 美郷町       | 美郷町        |
| 石原村          | 石原村                 | 沢谷村                     | 沢谷村                    | 沢谷村                        | 沢谷村                        | 沢谷村                        | 昭和30年2月1日 邑智町        | 昭和30年2月1日 邑智町             | 昭和30年2月1日 邑智町           | 平成16年10月1日 美郷町       | 美郷町        |
| 熊見村          |                        | 沢谷村                     | 沢谷村                    | 沢谷村                        | 沢谷村                        | 沢谷村                        | 昭和30年2月1日 邑智町        | 昭和30年2月1日 邑智町             | 昭和30年2月1日 邑智町           | 平成16年10月1日 美郷町       | 美郷町        |
| 千原村          |                        | 沢谷村                     | 沢谷村                    | 沢谷村                        | 沢谷村                        | 沢谷村                        | 昭和30年2月1日 邑智町        | 昭和30年2月1日 邑智町             | 昭和30年2月1日 邑智町           | 平成16年10月1日 美郷町       | 美郷町        |
| 片山村          |                        | 沢谷村                     | 沢谷村                    | 沢谷村                        | 沢谷村                        | 沢谷村                        | 昭和30年2月1日 邑智町        | 昭和30年2月1日 邑智町             | 昭和30年2月1日 邑智町           | 平成16年10月1日 美郷町       | 美郷町        |
| 九日市村        |                        | 沢谷村                     | 沢谷村                    | 沢谷村                        | 沢谷村                        | 沢谷村                        | 昭和30年2月1日 邑智町        | 昭和30年2月1日 邑智町             | 昭和30年2月1日 邑智町           | 平成16年10月1日 美郷町       | 美郷町        |
| 酒谷村          |                        | 沢谷村                     | 沢谷村                    | 沢谷村                        | 沢谷村                        | 沢谷村                        | 昭和30年2月1日 邑智町        | 昭和30年2月1日 邑智町             | 昭和30年2月1日 邑智町           | 平成16年10月1日 美郷町       | 美郷町        |
| 都賀本郷        | 都賀本郷               | 都賀村                     | 都賀村                    | 都賀村                        | 都賀村                        | 都賀村                        | 昭和32年3月10日 大和村       | 昭和32年3月10日 大和村            | 昭和32年3月10日 大和村          | 平成16年10月1日 美郷町       | 美郷町        |
| 上野村          |                        | 都賀村                     | 都賀村                    | 都賀村                        | 都賀村                        | 都賀村                        | 昭和32年3月10日 大和村       | 昭和32年3月10日 大和村            | 昭和32年3月10日 大和村          | 平成16年10月1日 美郷町       | 美郷町        |
| 都賀西村        |                        | 都賀村                     | 都賀村                    | 都賀村                        | 都賀村                        | 都賀村                        | 昭和32年3月10日 大和村       | 昭和32年3月10日 大和村            | 昭和32年3月10日 大和村          | 平成16年10月1日 美郷町       | 美郷町        |
| 潮村            | 潮村                   | 都賀行村                   | 都賀行村                  | 都賀行村                      | 都賀行村                      | 都賀行村                      | 昭和32年3月10日 大和村       | 昭和32年3月10日 大和村            | 昭和32年3月10日 大和村          | 平成16年10月1日 美郷町       | 美郷町        |
| 長藤村          |                        | 都賀行村                   | 都賀行村                  | 都賀行村                      | 都賀行村                      | 都賀行村                      | 昭和32年3月10日 大和村       | 昭和32年3月10日 大和村            | 昭和32年3月10日 大和村          | 平成16年10月1日 美郷町       | 美郷町        |
| 都賀行村        |                        | 都賀行村                   | 都賀行村                  | 都賀行村                      | 都賀行村                      | 都賀行村                      | 昭和32年3月10日 大和村       | 昭和32年3月10日 大和村            | 昭和32年3月10日 大和村          | 平成16年10月1日 美郷町       | 美郷町        |
| 村之郷村        | 村之郷村               | 布施村                     | 布施村                    | 布施村                        | 布施村                        | 布施村                        | 昭和32年3月10日 大和村       | 昭和32年3月10日 大和村            | 昭和32年3月10日 大和村          | 平成16年10月1日 美郷町       | 美郷町        |
| 宮内村          |                        | 布施村                     | 布施村                    | 布施村                        | 布施村                        | 布施村                        | 昭和32年3月10日 大和村       | 昭和32年3月10日 大和村            | 昭和32年3月10日 大和村          | 平成16年10月1日 美郷町       | 美郷町        |
| 比敷村          |                        | 布施村                     | 布施村                    | 布施村                        | 布施村                        | 布施村                        | 昭和32年3月10日 大和村       | 昭和32年3月10日 大和村            | 昭和32年3月10日 大和村          | 平成16年10月1日 美郷町       | 美郷町        |
| 布施村          | 布施村                 | 布施村                     | 布施村                    | 布施村                        | 布施村                        | 布施村                        | 昭和32年3月10日 出羽村に編入 | 昭和32年8月1日 町制改称 瑞穂町    | 昭和32年8月1日 町制改称 瑞穂町  | 平成16年10月1日 邑南町       | 邑南町        |
| 八色石村        |                        | 布施村                     | 布施村                    | 布施村                        | 布施村                        | 布施村                        | 昭和32年3月10日 出羽村に編入 | 昭和32年8月1日 町制改称 瑞穂町    | 昭和32年8月1日 町制改称 瑞穂町  | 平成16年10月1日 邑南町       | 邑南町        |
| 出羽村          | 出羽村                 | 出羽村                     | 出羽村                    | 出羽村                        | 出羽村                        | 出羽村                        | 昭和30年4月15日 出羽村       | 昭和32年8月1日 町制改称 瑞穂町    | 昭和32年8月1日 町制改称 瑞穂町  | 平成16年10月1日 邑南町       | 邑南町        |
| 三日市          |                        | 出羽村                     | 出羽村                    | 出羽村                        | 出羽村                        | 出羽村                        | 昭和30年4月15日 出羽村       | 昭和32年8月1日 町制改称 瑞穂町    | 昭和32年8月1日 町制改称 瑞穂町  | 平成16年10月1日 邑南町       | 邑南町        |
| 山田村          |                        | 出羽村                     | 出羽村                    | 出羽村                        | 出羽村                        | 出羽村                        | 昭和30年4月15日 出羽村       | 昭和32年8月1日 町制改称 瑞穂町    | 昭和32年8月1日 町制改称 瑞穂町  | 平成16年10月1日 邑南町       | 邑南町        |
| 淀原村          |                        | 出羽村                     | 出羽村                    | 出羽村                        | 出羽村                        | 出羽村                        | 昭和30年4月15日 出羽村       | 昭和32年8月1日 町制改称 瑞穂町    | 昭和32年8月1日 町制改称 瑞穂町  | 平成16年10月1日 邑南町       | 邑南町        |
| 岩屋村          |                        | 出羽村                     | 出羽村                    | 出羽村                        | 出羽村                        | 出羽村                        | 昭和30年4月15日 出羽村       | 昭和32年8月1日 町制改称 瑞穂町    | 昭和32年8月1日 町制改称 瑞穂町  | 平成16年10月1日 邑南町       | 邑南町        |
| 久喜村          |                        | 出羽村                     | 出羽村                    | 出羽村                        | 出羽村                        | 出羽村                        | 昭和30年4月15日 出羽村       | 昭和32年8月1日 町制改称 瑞穂町    | 昭和32年8月1日 町制改称 瑞穂町  | 平成16年10月1日 邑南町       | 邑南町        |
| 大林村          |                        | 出羽村                     | 出羽村                    | 出羽村                        | 出羽村                        | 出羽村                        | 昭和30年4月15日 出羽村       | 昭和32年8月1日 町制改称 瑞穂町    | 昭和32年8月1日 町制改称 瑞穂町  | 平成16年10月1日 邑南町       | 邑南町        |
| 高見村          | 高見村                 | 高原村                     | 高原村                    | 高原村                        | 高原村                        | 高原村                        | 昭和30年4月15日 出羽村       | 昭和32年8月1日 町制改称 瑞穂町    | 昭和32年8月1日 町制改称 瑞穂町  | 平成16年10月1日 邑南町       | 邑南町        |
| 原村            |                        | 高原村                     | 高原村                    | 高原村                        | 高原村                        | 高原村                        | 昭和30年4月15日 出羽村       | 昭和32年8月1日 町制改称 瑞穂町    | 昭和32年8月1日 町制改称 瑞穂町  | 平成16年10月1日 邑南町       | 邑南町        |
| 上原村          |                        | 高原村                     | 高原村                    | 高原村                        | 高原村                        | 高原村                        | 昭和30年4月15日 出羽村       | 昭和32年8月1日 町制改称 瑞穂町    | 昭和32年8月1日 町制改称 瑞穂町  | 平成16年10月1日 邑南町       | 邑南町        |
| 和田村          |                        | 高原村                     | 高原村                    | 高原村                        | 高原村                        | 高原村                        | 昭和30年4月15日 出羽村       | 昭和32年8月1日 町制改称 瑞穂町    | 昭和32年8月1日 町制改称 瑞穂町  | 平成16年10月1日 邑南町       | 邑南町        |
| 伏谷村          |                        | 高原村                     | 高原村                    | 高原村                        | 高原村                        | 高原村                        | 昭和30年4月15日 出羽村       | 昭和32年8月1日 町制改称 瑞穂町    | 昭和32年8月1日 町制改称 瑞穂町  | 平成16年10月1日 邑南町       | 邑南町        |
| 鱒淵村          | 鱒淵村                 | 田所村                     | 田所村                    | 田所村                        | 田所村                        | 田所村                        | 昭和30年4月15日 出羽村       | 昭和32年8月1日 町制改称 瑞穂町    | 昭和32年8月1日 町制改称 瑞穂町  | 平成16年10月1日 邑南町       | 邑南町        |
| 上亀谷村        |                        | 田所村                     | 田所村                    | 田所村                        | 田所村                        | 田所村                        | 昭和30年4月15日 出羽村       | 昭和32年8月1日 町制改称 瑞穂町    | 昭和32年8月1日 町制改称 瑞穂町  | 平成16年10月1日 邑南町       | 邑南町        |
| 下亀谷村        |                        | 田所村                     | 田所村                    | 田所村                        | 田所村                        | 田所村                        | 昭和30年4月15日 出羽村       | 昭和32年8月1日 町制改称 瑞穂町    | 昭和32年8月1日 町制改称 瑞穂町  | 平成16年10月1日 邑南町       | 邑南町        |
| 下田所村        |                        | 田所村                     | 田所村                    | 田所村                        | 田所村                        | 田所村                        | 昭和30年4月15日 出羽村       | 昭和32年8月1日 町制改称 瑞穂町    | 昭和32年8月1日 町制改称 瑞穂町  | 平成16年10月1日 邑南町       | 邑南町        |
| 上田所村        | （字高水を除く）       | 田所村                     | 田所村                    | 田所村                        | 田所村                        | 田所村                        | 昭和30年4月15日 出羽村       | 昭和32年8月1日 町制改称 瑞穂町    | 昭和32年8月1日 町制改称 瑞穂町  | 平成16年10月1日 邑南町       | 邑南町        |
| 上田所村        | （字高水）             | 田所村                     | 田所村                    | 田所村                        | 田所村                        | 田所村                        | 昭和30年4月15日 出羽村       | 昭和33年4月1日 石見町に編入       | 石見町                          | 平成16年10月1日 邑南町       | 邑南町        |
| 矢上村          | 矢上村                 | 矢上村                     | 矢上村                    | 昭和22年12月28日 町制 矢上町  | 昭和22年12月28日 町制 矢上町  | 昭和22年12月28日 町制 矢上町  | 昭和30年4月15日 石見町       | 昭和30年4月15日 石見町            | 石見町                          | 平成16年10月1日 邑南町       | 邑南町        |
| 井原村          | 井原村                 | 井原村                     | 井原村                    | 井原村                        | 井原村                        | 井原村                        | 昭和30年4月15日 石見町       | 昭和30年4月15日 石見町            | 石見町                          | 平成16年10月1日 邑南町       | 邑南町        |
| 中野村          | 中野村                 | 中野村                     | 中野村                    | 中野村                        | 中野村                        | 中野村                        | 昭和30年4月15日 石見町       | 昭和30年4月15日 石見町            | 石見町                          | 平成16年10月1日 邑南町       | 邑南町        |
| 日貫村          | 日貫村                 | 日貫村                     | 日貫村                    | 日貫村                        | 日貫村                        | 日貫村                        | 昭和30年4月15日 石見町       | 昭和30年4月15日 石見町            | 石見町                          | 平成16年10月1日 邑南町       | 邑南町        |
| 日和村          | 日和村                 | 日和村                     | 日和村                    | 日和村                        | 日和村                        | 日和村                        | 昭和30年4月15日 石見町       | 昭和30年4月15日 石見町            | 石見町                          | 平成16年10月1日 邑南町       | 邑南町        |
| 阿須那村        | 阿須那村               | 阿須那村                   | 阿須那村                  | 阿須那村                      | 阿須那村                      | 阿須那村                      | 昭和32年2月11日 羽須美村     | 昭和32年2月11日 羽須美村          | 昭和32年2月11日 羽須美村        | 平成16年10月1日 邑南町       | 邑南町        |
| 木須田村        |                        | 阿須那村                   | 阿須那村                  | 阿須那村                      | 阿須那村                      | 阿須那村                      | 昭和32年2月11日 羽須美村     | 昭和32年2月11日 羽須美村          | 昭和32年2月11日 羽須美村        | 平成16年10月1日 邑南町       | 邑南町        |
| 宇都井村        |                        | 阿須那村                   | 阿須那村                  | 阿須那村                      | 阿須那村                      | 阿須那村                      | 昭和32年2月11日 羽須美村     | 昭和32年2月11日 羽須美村          | 昭和32年2月11日 羽須美村        | 平成16年10月1日 邑南町       | 邑南町        |
| 今井村          |                        | 阿須那村                   | 阿須那村                  | 阿須那村                      | 阿須那村                      | 阿須那村                      | 昭和32年2月11日 羽須美村     | 昭和32年2月11日 羽須美村          | 昭和32年2月11日 羽須美村        | 平成16年10月1日 邑南町       | 邑南町        |
| 雪田村          |                        | 阿須那村                   | 阿須那村                  | 阿須那村                      | 阿須那村                      | 阿須那村                      | 昭和32年2月11日 羽須美村     | 昭和32年2月11日 羽須美村          | 昭和32年2月11日 羽須美村        | 平成16年10月1日 邑南町       | 邑南町        |
| 戸河内村        |                        | 阿須那村                   | 阿須那村                  | 阿須那村                      | 阿須那村                      | 阿須那村                      | 昭和32年2月11日 羽須美村     | 昭和32年2月11日 羽須美村          | 昭和32年2月11日 羽須美村        | 平成16年10月1日 邑南町       | 邑南町        |
| 上口羽村        | 上口羽村               | 口羽村                     | 口羽村                    | 口羽村                        | 口羽村                        | 口羽村                        | 昭和32年2月11日 羽須美村     | 昭和32年2月11日 羽須美村          | 昭和32年2月11日 羽須美村        | 平成16年10月1日 邑南町       | 邑南町        |
| 下口羽村        |                        | 口羽村                     | 口羽村                    | 口羽村                        | 口羽村                        | 口羽村                        | 昭和32年2月11日 羽須美村     | 昭和32年2月11日 羽須美村          | 昭和32年2月11日 羽須美村        | 平成16年10月1日 邑南町       | 邑南町        |
| 上田村          |                        | 口羽村                     | 口羽村                    | 口羽村                        | 口羽村                        | 口羽村                        | 昭和32年2月11日 羽須美村     | 昭和32年2月11日 羽須美村          | 昭和32年2月11日 羽須美村        | 平成16年10月1日 邑南町       | 邑南町        |
| 市木村          | （一部）               | 市木村                     | 市木村                    | 市木村                        | 市木村                        | 市木村                        | 市木村                       | 昭和33年10月20日 瑞穂町に編入     | 昭和33年10月20日 瑞穂町に編入   | 平成16年10月1日 邑南町       | 邑南町        |
| 市木村          | （一部を除く）         | 市木村                     | 市木村                    | 市木村                        | 市木村                        | 市木村                        | 市木村                       | 昭和33年10月20日 那賀郡旭村に編入 | 昭和33年11月3日 町制 那賀郡旭町 | 平成17年10月1日 浜田市       | 浜田市        |
| 八戸村          | （字山の内）           | 長谷村                     | 長谷村                    | 長谷村                        | 昭和29年4月1日 桜江村         | 昭和29年10月1日 那賀郡旭村    | 那賀郡旭村                   | 那賀郡旭村                        | 昭和33年11月3日 町制 那賀郡旭町 | 平成17年10月1日 浜田市       | 浜田市        |
| 八戸村          | （字山の内を除く）     | 長谷村                     | 長谷村                    | 長谷村                        | 昭和29年4月1日 桜江村         | 桜江村                        | 昭和31年1月1日 町制 桜江町   | 昭和31年1月1日 町制 桜江町        | 昭和31年1月1日 町制 桜江町      | 平成16年10月1日 江津市に編入 | 江津市        |
| 長谷村          |                        | 長谷村                     | 長谷村                    | 長谷村                        | 昭和29年4月1日 桜江村         | 桜江村                        | 昭和31年1月1日 町制 桜江町   | 昭和31年1月1日 町制 桜江町        | 昭和31年1月1日 町制 桜江町      | 平成16年10月1日 江津市に編入 | 江津市        |
| 清見村          | 清見村                 | 長谷村                     | 長谷村                    | 長谷村                        | 昭和29年4月1日 桜江村         | 昭和29年10月1日 江津市に編入  | 江津市                       | 江津市                            | 江津市                          | 江津市                       | 江津市        |
| 井沢村          | （一部）               | 市山村                     | 明治34年 長谷村に編入     | 長谷村                        | 昭和29年4月1日 桜江村         | 昭和29年10月1日 江津市に編入  | 江津市                       | 江津市                            | 江津市                          | 江津市                       | 江津市        |
| 井沢村          | （一部）               | 市山村                     | 明治34年 長谷村に編入     | 長谷村                        | 昭和29年4月1日 桜江村         | 桜江村                        | 昭和31年1月1日 町制 桜江町   | 昭和31年1月1日 町制 桜江町        | 昭和31年1月1日 町制 桜江町      | 平成16年10月1日 江津市に編入 | 江津市        |
| 市山村          | 市山村                 | 市山村                     | 市山村                    | 市山村                        | 昭和29年4月1日 桜江村         | 桜江村                        | 昭和31年1月1日 町制 桜江町   | 昭和31年1月1日 町制 桜江町        | 昭和31年1月1日 町制 桜江町      | 平成16年10月1日 江津市に編入 | 江津市        |
| 今田村          |                        | 市山村                     | 市山村                    | 市山村                        | 昭和29年4月1日 桜江村         | 桜江村                        | 昭和31年1月1日 町制 桜江町   | 昭和31年1月1日 町制 桜江町        | 昭和31年1月1日 町制 桜江町      | 平成16年10月1日 江津市に編入 | 江津市        |
| 江尾村          |                        | 市山村                     | 市山村                    | 市山村                        | 昭和29年4月1日 桜江村         | 桜江村                        | 昭和31年1月1日 町制 桜江町   | 昭和31年1月1日 町制 桜江町        | 昭和31年1月1日 町制 桜江町      | 平成16年10月1日 江津市に編入 | 江津市        |
| 後山村          | （後山上・後山下）     | 市山村                     | 市山村                    | 市山村                        | 昭和29年4月1日 桜江村         | 桜江村                        | 昭和31年1月1日 町制 桜江町   | 昭和31年1月1日 町制 桜江町        | 昭和31年1月1日 町制 桜江町      | 平成16年10月1日 江津市に編入 | 江津市        |
| 後山村          | （後山中･ 志谷）       | 川戸村                     | 川戸村                    | 川戸村                        | 昭和29年4月1日 桜江村         | 桜江村                        | 昭和31年1月1日 町制 桜江町   | 昭和31年1月1日 町制 桜江町        | 昭和31年1月1日 町制 桜江町      | 平成16年10月1日 江津市に編入 | 江津市        |
| 川戸村          |                        | 川戸村                     | 川戸村                    | 川戸村                        | 昭和29年4月1日 桜江村         | 桜江村                        | 昭和31年1月1日 町制 桜江町   | 昭和31年1月1日 町制 桜江町        | 昭和31年1月1日 町制 桜江町      | 平成16年10月1日 江津市に編入 | 江津市        |
| 小田村          |                        | 川戸村                     | 川戸村                    | 川戸村                        | 昭和29年4月1日 桜江村         | 桜江村                        | 昭和31年1月1日 町制 桜江町   | 昭和31年1月1日 町制 桜江町        | 昭和31年1月1日 町制 桜江町      | 平成16年10月1日 江津市に編入 | 江津市        |
| 谷住郷村        | 谷住郷村               | 谷住郷村                   | 谷住郷村                  | 谷住郷村                      | 昭和29年4月1日 桜江村         | 桜江村                        | 昭和31年1月1日 町制 桜江町   | 昭和31年1月1日 町制 桜江町        | 昭和31年1月1日 町制 桜江町      | 平成16年10月1日 江津市に編入 | 江津市        |
| 田津村          | 田津村                 | 川越村                     | 川越村                    | 川越村                        | 昭和29年4月1日 桜江村         | 桜江村                        | 昭和31年1月1日 町制 桜江町   | 昭和31年1月1日 町制 桜江町        | 昭和31年1月1日 町制 桜江町      | 平成16年10月1日 江津市に編入 | 江津市        |
| 渡村            |                        | 川越村                     | 川越村                    | 川越村                        | 昭和29年4月1日 桜江村         | 桜江村                        | 昭和31年1月1日 町制 桜江町   | 昭和31年1月1日 町制 桜江町        | 昭和31年1月1日 町制 桜江町      | 平成16年10月1日 江津市に編入 | 江津市        |
| 大貫村          |                        | 川越村                     | 川越村                    | 川越村                        | 昭和29年4月1日 桜江村         | 桜江村                        | 昭和31年1月1日 町制 桜江町   | 昭和31年1月1日 町制 桜江町        | 昭和31年1月1日 町制 桜江町      | 平成16年10月1日 江津市に編入 | 江津市        |
| 鹿賀村          |                        | 川越村                     | 川越村                    | 川越村                        | 昭和29年4月1日 桜江村         | 桜江村                        | 昭和31年1月1日 町制 桜江町   | 昭和31年1月1日 町制 桜江町        | 昭和31年1月1日 町制 桜江町      | 平成16年10月1日 江津市に編入 | 江津市        |
| 川下村          | （字坂本）             | 川下村                     | 川下村                    | 昭和25年4月1日 川越村に編入   | 昭和29年4月1日 桜江村         | 桜江村                        | 昭和31年1月1日 町制 桜江町   | 昭和31年1月1日 町制 桜江町        | 昭和31年1月1日 町制 桜江町      | 平成16年10月1日 江津市に編入 | 江津市        |
| 川下村          | （字坂本を除く）       | 川下村                     | 川下村                    | 川下村                        | 川下村                        | 川下村                        | 昭和30年4月1日 川本町        | 川本町                            | 川本町                          | 川本町                       | 川本町        |
| 川本村          | 川本村                 | 川本村                     | 昭和2年4月1日 町制 川本町 | 川本町                        | 川本町                        | 川本町                        | 昭和30年4月1日 川本町        | 川本町                            | 川本町                          | 川本町                       | 川本町        |
| 因原村          |                        | 川本村                     | 昭和2年4月1日 町制 川本町 | 川本町                        | 川本町                        | 川本町                        | 昭和30年4月1日 川本町        | 川本町                            | 川本町                          | 川本町                       | 川本町        |
| 湯谷村          | 湯谷村                 | 三谷村                     | 三谷村                    | 三谷村                        | 三谷村                        | 三谷村                        | 昭和30年4月1日 川本町        | 川本町                            | 川本町                          | 川本町                       | 川本町        |
| 三俣村          |                        | 三谷村                     | 三谷村                    | 三谷村                        | 三谷村                        | 三谷村                        | 昭和30年4月1日 川本町        | 川本町                            | 川本町                          | 川本町                       | 川本町        |
| 三原村          | 三原村                 | 三原村                     | 三原村                    | 三原村                        | 三原村                        | 三原村                        | 昭和30年4月1日 川本町        | 川本町                            | 川本町                          | 川本町                       | 川本町        |
| 田窪村          |                        | 三原村                     | 三原村                    | 三原村                        | 三原村                        | 三原村                        | 昭和30年4月1日 川本町        | 川本町                            | 川本町                          | 川本町                       | 川本町        |
| 南佐木村        |                        | 三原村                     | 三原村                    | 三原村                        | 三原村                        | 三原村                        | 昭和30年4月1日 川本町        | 川本町                            | 川本町                          | 川本町                       | 川本町        |
| 邇摩郡 北佐木村 | （字大口を除く）       | 邇摩郡 八代村              | 邇摩郡八代村              | 昭和22年8月1日 三原村に編入   | 三原村                        | 三原村                        | 昭和30年4月1日 川本町        | 川本町                            | 川本町                          | 川本町                       | 川本町        |
| 邇摩郡 北佐木村 | （字大口）             | 邇摩郡 大家村              | 邇摩郡大家村              | 昭和22年11月15日 邇摩郡大代村 | 昭和22年11月15日 邇摩郡大代村 | 昭和22年11月15日 邇摩郡大代村 | 昭和30年4月1日 川本町        | 昭和32年12月31日 大田市へ編入     | 昭和32年12月31日 大田市へ編入   | 平成17年10月1日 大田市       | 大田市        |
| 邇摩郡大家本郷  |                        | 邇摩郡 大家村              | 邇摩郡大家村              | 昭和22年11月15日 邇摩郡大代村 | 昭和22年11月15日 邇摩郡大代村 | 昭和22年11月15日 邇摩郡大代村 | 昭和30年4月1日 川本町        | 昭和32年12月31日 大田市へ編入     | 昭和32年12月31日 大田市へ編入   | 平成17年10月1日 大田市       | 大田市        |
| 邇摩郡新屋村    | 邇摩郡新屋村           | 邇摩郡 八代村              | 邇摩郡八代村              | 昭和22年11月15日 邇摩郡大代村 | 昭和22年11月15日 邇摩郡大代村 | 昭和22年11月15日 邇摩郡大代村 | 昭和30年4月1日 川本町        | 昭和32年12月31日 大田市へ編入     | 昭和32年12月31日 大田市へ編入   | 平成17年10月1日 大田市       | 大田市        |

## 行政
歴代郡長
| 代 | 氏名 | 就任年月日                | 退任年月日                | 備考                   |
| -- | ---- | ------------------------- | ------------------------- | ---------------------- |
| 1  |      | 明治12年（1879年）1月12日 |                           |                        |
|    |      |                           | 大正15年（1926年）6月30日 | 郡役所廃止により、廃官 |